# Crossroads Guitar Festival
El Crossroads Guitar Festival son una serie de festivales de música y conciertos benéficos organizados por Eric Clapton. Los festivales se celebran a beneficio del Crossroads Centre, un centro de tratamiento de drogas en Antigua, Antigua y Barbuda fundado por el propio Clapton. Estos conciertos cuentan cada año con una gran variedad de guitarristas, seleccionados por Clapton personalmente entre algunos de los guitarristas más importantes de los últimos años como Steve Vai, Jeff Beck, B.B. King, Keith Richards, etc.

## Trayectoria
El primer concierto se llevó a cabo el 30 de junio de 1999, en el Madison Square Garden de la ciudad de Nueva York, y allí de nuevo en 2013. En 2004 en el Cotton Bowl de Dallas, mientras que los festivales de 2007 y 2010 fueron en el Toyota Park, Bridgeview, Illinois, en las afueras de Chicago.
En 2004 los hitos del festival fueron las interpretaciones de “Sweet Home Chicago”, de Robert Johnson, interpretada por Robert Cray, Hubert Sumlin, Eric Clapton, Jimmie Vaughan y Buddy Guy, en la que los cinco bluesman se implicaron plenamente. “Rock Me Baby”, en el que Clapton, B. B. King, Buddy Guy y Jimmie Vaughan comparten escenario como si hubieran tocado juntos toda la vida.  “I Am A Man Of Constant Sorrow“ y “Road To Nash Vegas” temas acústicos de Dan Tyminski y Ron Block. Eric Clapton y J.J. Cale, tocaron con gran complicidad “After Midnight” y “Call Me The Breeze”. “I Shot The Sheriff”.  Y para cerrar el telón, “La Grange" de los tejanos ZZ Top.
Para el festival de 2007, en el que actuaron entre otros Steve Winwood, Johnny Winter, Jeff Beck, Los Lobos, Albert Lee, Robbie Robertson, Robert Cray, B.B. King o The Derek Trucks Band, el fundador declaró que cada intérprete fue uno de los mejores, y se habían ganado su respeto personal.
En el festival de 2010 pueden destacarse las interpretaciones de Eric Clapton y Sonny Landreth de “Promise Land”,  de ZZ Top, con sus “Waiting for the Bus” y “Jesus Just Left Chicago”, “Going Down” con Pino Daniele, Robert Randolph & The Family Band y Joe Bonamassa, Robert Cray con Jimmie Vaughan y Hubert Sumlin interpretando “Killing Floor”, “Six Strings Down”, de Hubert Sumlin, también Stefan Grossman y Keb' Mo' interpretando “Mississippi Blues”.
Hay que destacar la actuación de Derek Trucks & Susan Tedeschi Band, con su impresionante balada “Midnight In Harlem” y también “Coming Home”, junto al exmiembro de The Allman Brothers Band, Warren Haynes. También notable la actuación de Buddy Guy, Jonny Lang y Ronnie Wood en “Miss You” y “Five Long Years”. Finalmente Steve Winwood y Eric Clapton interpretaron “Dear Mr. Fantasy” y “Had To Cry Today”. Finalizando todos con el clásico “The Thrill Is Gone” de B.B. King.
En el festival de 2013 hay que destacar la incorporación al elenco habitual de veteranos como Taj Mahal, Booker T. Jones, Earl Klugh y Los Lobos, guitarristas como Kurt Rosenwinkel y nuevos valores como Doyle Bramhall II, Gary Clark Jr. y Beth Hart.

## Edición de 1999
Madison Square Garden, Nueva York el 30 de junio de 1999.

### Participantes
David Sanborn, Sheryl Crow, Bob Dylan y Mary J. Blige, Eric Clapton, Nathan East (bajo), Steve Gadd (batería) Andy Fairweather Low (guitarra), Tim Carmon (teclados) y Dave Delhomme (teclados). Coros de Tessa Niles & Katie Kissoon.

## Edición de 2004
Cotton Bowl stadium en Dallas, Texas, del 4 al 6 de junio de 2004. Se grabó un doble DVD con 250 minutos de los conciertos.[1]

### Participantes
Eric Clapton, Johnny A, Vishwa Mohan Bhatt, Ron Block, Joe Bonamassa, Booker T. & the M.G.'s, Doyle Bramhall II, JJ Cale, Larry Carlton, Robert Cray, Steve Cropper, Sheryl Crow, Bo Diddley, Jerry Douglas, David Honeyboy Edwards, Vince Gill, Buddy Guy, David Hidalgo, Zakir Hussain, Eric Johnson, B.B. King, Sonny Landreth, Jonny Lang, Robert Lockwood, Jr., John Mayer, John McLaughlin, Robert Randolph, Duke Robillard, Carlos Santana, Hubert Sumlin, James Taylor, Susan Tedeschi, Derek Trucks, Dan Tyminski, Jimmie Vaughan, Joe Walsh, ZZ Top y David Johansen.

### DVD

#### Disco 1
1. "Cocaine" (Eric Clapton)
2. "Love in Vain Blues" (Robert Lockwood, Jr.)
3. "Killing Floor" (Eric Clapton, Robert Cray, Hubert Sumlin & Jimmie Vaughan)
4. "Sweet Home Chicago" (Eric Clapton, Robert Cray, Buddy Guy, Hubert Sumlin & Jimmie Vaughan)
5. "Six Strings Down" (Eric Clapton, Robert Cray, Robert Randolph & Jimmie Vaughan)
6. "Rock Me Baby" (Eric Clapton, Buddy Guy, B. B. King & Jimmie Vaughan)
7. "I Am a Man of Constant Sorrow" (Dan Tyminski with Ron Block)
8. "Road to Nash Vegas" (Dan Tyminski with Ron Block)
9. "Copperline" (James Taylor with Jerry Douglas)
10. "Steamroller" (James Taylor with Joe Walsh)
11. "Oklahoma Borderline" (Vince Gill with Jerry Douglas)
12. "What the Cowgirls Do" (Vince Gill with Jerry Douglas)
13. "After Midnight" (J. J. Cale with Eric Clapton)
14. "Call Me the Breeze" (J. J. Cale with Eric Clapton)
15. "The March" (Robert Randolph and the Family Band)
16. "Green Light Girl" (Doyle Bramhall II & Robert Randolph)
17. "Jingo" (Carlos Santana with Eric Clapton)
18. "City Love" (John Mayer)

#### Disco 2
1. "Rag Bihag" (Vishwa Mohan Bhatt)
2. "Tones for Elvin Jones" (John McLaughlin)
3. "Josie" (Larry Carlton)
4. "Goin' Down Slow" (David Honeyboy Edwards)
5. "If I Had Possession Over Judgement Day" (Eric Clapton)
6. "Time Makes Two" (Robert Cray)
7. "Give Me Up Again" (Jonny Lang)
8. "Neighborhood" (David Hidalgo)
9. "I'm The Hell Outta Here" (Steve Vai)
10. "Desert Rose" (Eric Johnson)
11. "Funk 49" (Joe Walsh)
12. "Rocky Mountain Way" (Joe Walsh)
13. "I Shot the Sheriff" (Eric Clapton)
14. "Have You Ever Loved a Woman (Blues in C)" (Eric Clapton)
15. "La Grange" (ZZ Top)
16. "Tush" (ZZ Top)

## Edición de 2007
Toyota Park en Bridgeview, Illinois el 28 de julio de 2007. 

### Participantes
Bill Murray (presentador), Sonny Landreth, John McLaughlin, Alison Krauss and Union Station, Doyle Bramhall II, The Derek Trucks Band (con Susan Tedeschi y Johnny Winter), Robert Randolph and the Family Band, Robert Cray Band (con Jimmie Vaughan, Hubert Sumlin y B. B. King), Aaron Loesch, John Mayer, Vince Gill (con Albert Lee, Sheryl Crow, Peter Stroud y Willie Nelson, Los Lobos, Jeff Beck (con Tal Wilkenfeld, Vinnie Colaiuta y Jason Rebello), Eric Clapton con Robbie Robertson y Steve Winwood y Buddy Guy.
En el Festival Village, los participantes fueron Orianthi, Harvey Mandel, Jedd Hughes, Pete Huttlinger, Tab Benoit and Louisiana's LeRoux, Jeff Baxter, Todd Wolfe, Tyler Bryant y Flophouse.

### DVD

#### Disco 1
1. Introduction (Bill Murray)
2. Uberesso (Sonny Landreth)
3. Hell at Home (Sonny Landreth con Eric Clapton)
4. Maharina (John McLaughlin)
5. Rosie (Doyle Bramhall II)
6. Outside Woman Blues (Doyle Bramhall II)
7. Little by Little (Susan Tedeschi con The Derek Trucks Band)
8. Anyday (The Derek Trucks Band)
9. Highway 61 Revisited (Johnny Winter con The Derek Trucks Band)
10. Nobodysoul (Robert Randolph & The Family Band)
11. Poor Johnny (The Robert Cray Band)
12. Dirty Work at the Crossroads (Jimmie Vaughan con The Robert Cray Band)
13. Sitting on Top of the World (Hubert Sumlin con The Robert Cray Band & Jimmie Vaughan)
14. Paying the Cost to Be the Boss (B.B. King con The Robert Cray Band with Jimmie Vaughan & Hubert Sumlin)
15. Rock Me Baby (B.B. King with The Robert Cray Band con Jimmie Vaughan & Hubert Sumlin)
16. Sweet Thing (Vince Gill)
17. Country Boy (Albert Lee with Vince Gill)
18. If It Makes You Happy (Sheryl Crow with Vince Gill & Albert Lee)
19. Tulsa Time (Sheryl Crow with Eric Clapton, Vince Gill & Albert Lee)
20. Blue Eyes Crying in the Rain (Willie Nelson with Vince Gill & Albert Lee)
21. On the Road Again (Willie Nelson con Sheryl Crow, Vince Gill & Albert Lee)

#### Disco 2
1. Belief (John Mayer)
2. Gravity (John Mayer)
3. Don’t Worry Baby (Los Lobos)
4. Más y Más (Los Lobos)
5. Cause We’ve Ended as Lovers (Jeff Beck)
6. Big Block (Jeff Beck)
7. Tell the Truth (Eric Clapton feat. Derek Trucks)
8. Little Queen of Spades (Eric Clapton feat. Derek Trucks)
9. Isn't It a Pity (Eric Clapton)
10. Who Do You Love? (Robbie Robertson con Eric Clapton)
11. Presence of the Lord (Steve Winwood y Eric Clapton)
12. Can't Find My Way Home (Steve Winwood y Eric Clapton)
13. Had to Cry Today (Steve Winwood y Eric Clapton)
14. Dear Mr. Fantasy (Steve Winwood)
15. Crossroads (Eric Clapton y Steve Winwood)
16. Mary Had a Little Lamb (Buddy Guy)
17. Damn Right I’ve Got the Blues (Buddy Guy)
18. Sweet Home Chicago (Buddy Guy con Eric Clapton, Robert Cray, John Mayer, Hubert Sumlin, Jimmie Vaughan & Johnny Winter)

#### Bonus Disco 3
1. Things Get Better
2. Why Does Love Got to Be So Sad?

## Edición de 2010
Toyota Park en Bridgeview, Illinois el 26 de junio de 2010.

### Participantes
Kirby Kelley, Sonny Landreth, Robert Randolph and the Family Band (Joe Bonamassa y Pino Daniele), The Robert Cray Band (Jimmie Vaughan y Hubert Sumlin), Bert Jansch, Stefan Grossman con Keb' Mo', ZZ Top, Doyle Bramhall II and Faded Boogie (Gary Clark, Jr., Sheryl Crow y Derek Trucks and Susan Tedeschi), Vince Gill, Albert Lee y James Burton.

### DVD

#### Disco 1
1. "Introduction" (Bill Murray with Eric Clapton)
2. "Promise Land" (Sonny Landreth with Eric Clapton)
3. "Z Rider" (Sonny Landreth)
4. "Traveling Shoes" (Robert Randolph and the Family Band)
5. "Going Down" (Joe Bonamassa & Pino Daniele with Robert Randolph)
6. "Robert Cray Introduction" (Bill Murray)
7. "Killing Floor" (Robert Cray, Jimmie Vaughan & Hubert Sumlin)
8. "Six Stings Down" (Jimmie Vaughan, Robert Cray & Hubert Sumlin)
9. "ZZ Top Introduction" (Bill Murray)
10. "Waiting For the Bus" (ZZ Top)
11. "Jesus Just Left Chicago" (ZZ Top)
12. "Gypsy Blood" (Doyle Bramhall II)
13. "In My Time Of Dying" (Doyle Bramhall II)
14. "Bright Lights" (Gary Clark Jr)
15. "Long Road Home" (Sheryl Crow with Derek Trucks, Susan Tedeschi, Doyle Bramhall II & Gary Clark Jr)
16. "Our Love Is Fading" (Sheryl Crow with Eric Clapton, Doyle Bramhall II & Gary Clark Jr)
17. "Blackwaterside" (Bert Jansch)
18. "Mississippi Blues" (Stefan Grossman with Keb Mo)
19. "Roll ‘N’ Tumble" (Stefan Grossman with Keb Mo)
20. "Vince Gill Introduction" (Bill Murray)
21. "One More Last Chance" (Vince Gill, Keb Mo, James Burton, Earl Klugh, Albert Lee)
22. "Mystery Train" (Vince Gill, James Burton, Albert Lee, Keb Mo, Earl Klugh)
23. "Lay Down Sally" (Vince Gill, Keb Mo, Albert Lee, James Burton, Earl Klugh & Sheryl Crow)
24. "Angelina" (Earl Klugh, Yonrico Scott, Joseph Patrick Moore)
25. "Vonetta" (Earl Klugh, Yonrico Scott, Joseph Patrick Moore)
26. "John Mayer Introduction" (Bill Murray)
27. "Who Did You Think I Was" (John Mayer Trio)
28. "Ain’t No Sunshine" (John Mayer Trio)

#### Disco 2
1. "Derek Trucks Introduction" (Bill Murray)
2. "Midnight In Harlem" (Derek Trucks & Susan Tedeschi Band)
3. "Comin’ Home" (Derek Trucks & Susan Tedeschi Band featuring Warren Haynes)
4. "Soulshine" (Warren Haynes)
5. "Don’t Keep Me Wondering" (David Hidalgo and Cesar Rojas featuring Derek Trucks)
6. "Space Captain" (Derek Trucks & Susan Tedeschi Band featuring Warren Haynes, David Hidalgo, Cesar Rojas, Chris Stainton)
7. "Buddy Guy with Jonny Lang & Ronnie Wood Introduction" (Bill Murray)
8. "Five Long Years" (Buddy Guy with Jonny Lang & Ronnie Wood)
9. "Miss You" (Buddy Guy with Jonny Lang & Ronnie Wood)
10. "Jeff Beck Introduction" (Bill Murray)
11. "Hammerhead" (Jeff Beck)
12. "Nessun Dorma" (Jeff Beck)
13. "Eric Clapton Introduction" (Bill Murray)
14. "Crossroads" (Eric Clapton)
15. "Hands of the Saints" (Citizen Cope & Eric Clapton)
16. "I Shot The Sheriff" (Eric Clapton)
17. "Shake Your Money Maker" (Eric Clapton & Jeff Beck)
18. "Had To Cry Today" (Eric Clapton & Steve Winwood)
19. "Voodoo Child" (Eric Clapton & Steve Winwood)
20. "Dear Mr. Fantasy" (Eric Clapton & Steve Winwood)
21. "BB King Introduction" (Bill Murray)
22. "Final: The Thrill Is Gone" (Eric Clapton, BB King, Robert Cray, Jimmie Vaughan y otros)

## Edición de 2013
Madison Square Garden en Nueva York. Del 12 al 13 de abril de 2013.

### Participantes
Albert Lee, Alice Smith, Allan Holdsworth, Allman Brothers Band, Andy Fairweather Low, B.B. King, Beth Hart, Blake Mills, Booker T, Buddy Guy, Quinn Sullivan, Citizen Cope, Dave Biller, Derek Trucks, Doyle Bramhall II, Earl Klugh, Eric Clapton, Gary Clark Jr., Jeff Beck, Jimmie Vaughan, John Mayer, John Scofield, Keb' Mo', Keith Richards, Keith Urban, Kurt Rosenwinkel, Los Lobos, Matt Murphy, Paul Carrack, Quinn Sullivan, Robbie Robertson, Robert Cray, Robert Randolph, Sonny Landreth, Steve Cropper, Taj Mahal y Vince Gill.

### DVD

#### Disco 1
1. Tears In Heaven - Eric Clapton
2. Spider Jiving - Eric Clapton with Andy Fairweather Low
3. Lay Down Sally - Eric Clapton with Andy Fairweather Low & Vince Gill
4. Time Is Tight - Booker T. with Steve Cropper
5. Born Under A Bad Sign - Booker T. with Steve Cropper, Keb Mo, Blake Mills, Matt Guitar Murphy & Albert Lee
6. Green Onions - Booker T. with Steve Cropper, Keb Mo, Blake Mills, Matt Guitar Murphy & Albert Lee
7. Great Big Old House - The Robert Cray Band
8. Every Day I Have The Blues - The Robert Cray Band with B.B. King, Eric Clapton & Jimmie Vaughan
9. Next Of Kindred Spirit - Sonny Landreth
10. Cry - Doyle Bramhall II with Alice Smith
11. Bullet And A Target - Doyle Bramhall II with Citizen Cope
12. She's Alright - Doyle Bramhall II with Gary Clark Jr.
13. This Time - Earl Klugh
14. Mirabella - Earl Klugh
15. Heavenly Bodies - Kurt Rosenwinkel
16. Big Road Blues - Kurt Rosenwinkel with Eric Clapton
17. Next Door Neighbor Blues - Gary Clark Jr.
18. Queen Of California - John Mayer
19. Don't Let Me Down - John Mayer with Keith Urban
20. Damn Right, I've Got The Blues - Buddy Guy with Robert Randolph & Quinn Sullivan
21. Why Does Love Got To Be So Sad - The Allman Brothers Band with Eric Clapton
22. Whipping Post - The Allman Brothers Band

#### Disco 2
1. Congo Square - Sonny Landreth with Derek Trucks
2. Change It - John Mayer with Doyle Bramhall II
3. Ooh-Ooh-Ooh - Jimmie Vaughan
4. Save The Last Dance For Me - Blake Mills with Derek Trucks
5. I Got To Let You Know - Los Lobos with Robert Cray
6. Don't Worry Baby - Los Lobos
7. The Needle And The Damage Done - Allman, Haynes, Trucks
8. Midnight Rider - Allman, Haynes, Trucks
9. I Ain't Living Long Like This - Vince Gill with Albert Lee & Keith Urban
10. Tumbling Dice - Vince Gill with Keith Urban & Albert Lee
11. Walkin' Blues - Taj Mahal with Keb Mo
12. Diving Duck Blues - Taj Mahal with Keb Mo
13. When My Train Pulls In - Gary Clark Jr.
14. Please Come Home - Gary Clark Jr.
15. Going Down - Jeff Beck with Beth Hart & Tal Wilkenfeld
16. Mná Na Héireann - Jeff Beck
17. Key To The Highway - Eric Clapton with Keith Richards
18. I Shall Be Released - Eric Clapton with Robbie Robertson
19. Gin House Blues - Andy Fairweather Low with Eric Clapton
20. Got To Get Better In A Little While - Eric Clapton
21. Crossroads - Eric Clapton
22. Sunshine Of Your Love - Eric Clapton
23. High Time We Went - Ensemble

## CD “Crossroads Revisited. Selections from Crossroads Guitar Festivals”[5]

### Disco Uno
1. ‘Sweet Home Chicago’ – Eric Clapton, Robert Cray, Buddy Guy, Hubert Sumlin, & Jimmie Vaughan (2004)
2. ‘Rock Me Baby’ – Eric Clapton, Buddy Guy, B.B. King, & Jimmie Vaughan (2004)
3. ‘Steam Roller’ – James Taylor with Joe Walsh (2004)
4. ‘What The Cowgirls Do’ – Vince Gill with Jerry Douglas (2004)
5. ‘After Midnight’ – J.J. Cale with Eric Clapton (2004)
6. ‘Green Light Girl’ – Doyle Bramhall II (2004)
7. ‘Hell At Home’ – Sonny Landreth with Eric Clapton (2007)
8. ‘City Love’ – John Mayer (2004)
9. ‘Funk 49’ – Joe Walsh (2004)
10. ‘Drums Of Passions (Jingo)’ – Carlos Santana with Eric Clapton (2004)
11. ‘Cause We’ve Ended As Lovers’ – Jeff Beck (2007)
12. ‘Have You Ever Loved A Woman (Blues In C)’ – Eric Clapton (2004)
13. ‘Layla’ – Eric Clapton (2004)

### Disco Dos
1. ‘Little By Little’ – Susan Tedeschi with The Derek Trucks Band (2007)
2. ‘Poor Johnny’ – The Robert Cray Band (2007)
3. ‘Paying The Cost To Be The Boss’ – B.B. King with The Robert Cray Band,  Jimmie, Vaughan, & Hubert Sumlin (2007)
4. ‘Tulsa Time’ – Sheryl Crow with Eric Clapton, Vince Gill, & Albert Lee (2007)
5. ‘On The Road Again’ – Willie Nelson with Sheryl Crow, Vince Gill, & Albert Lee  (2007)
6. ‘Isn’t It A Pity’ – Eric Clapton (2007)
7. ‘Belief’ – John Mayer (2007)
8. ‘Más Y Más’ – Los Lobos (2007)
9. ‘Big Block’ – Jeff Beck (2007)
10. ‘Presence Of The Lord’ – Steve Winwood & Eric Clapton (2007)
11. ‘Cocaine’ – Eric Clapton (2004)
12. ‘Waiting For The Bus/Jesus Just Left Chicago’ – ZZ Top (2010)
13.  ‘Don’t Owe You A Thing’ – Gary Clark Jr.
14. ‘Bright Lights’ – Gary Clark Jr.

### Disco Tres
1. ‘Our Love Is Fading’ – Sheryl Crow with Eric Clapton, Doyle Bramhall II, & Gary Clark Jr.  (2010)
2. ‘Lay Down Sally’ – Vince Gill with Sheryl Crow, Keb’ Mo’, Albert Lee, James Burton, & Earl Klugh (2010)
3. ‘Space Captain’ –  Derek Trucks & Susan Tedeschi Band with Warren Haynes, David Hildago, Cesar Rosas, & Chris Stainton (2010)
4. ‘Hammerhead’ – Jeff Beck (2010)
5. ‘Five Long Years’ – Buddy Guy with Jonny Lang & Ronnie Wood (2010)
6. ‘Hear My Train A Comin’’ – Doyle Brahmhall II (2010)
7. ‘Dear Mr. Fantasy’ – Steve Winwood & Eric Clapton (2010)
8. ‘Born Under A Bad Sign’ – Booker T. with Steve Cropper, Keb’ Mo’, Blake Mills, Matt ‘Guitar’ Murphy, & Albert Lee (2013)
9. ‘Everyday I Get The Blues’ – The Robert Cray Band with B.B. King, Eric Clapton, & Jimmie Vaughan (2013)
10. ‘Please Come Home’ – Gary Clark Jr. (2013)
11. ‘Tumbling Dice’ – Vince Gill with Keith Urban & Albert Lee (2013)
12. ‘I Shot The Sheriff’ – Eric Clapton (2010)
13. ‘Crossroads’ – Eric Clapton (2013)

## Galería

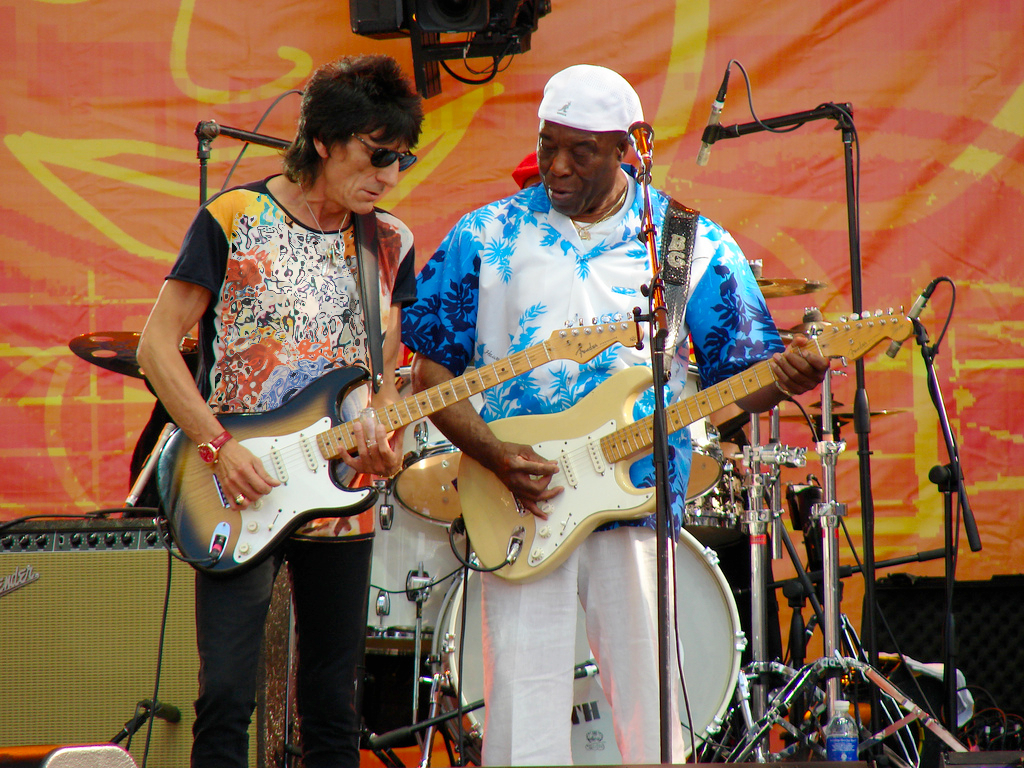
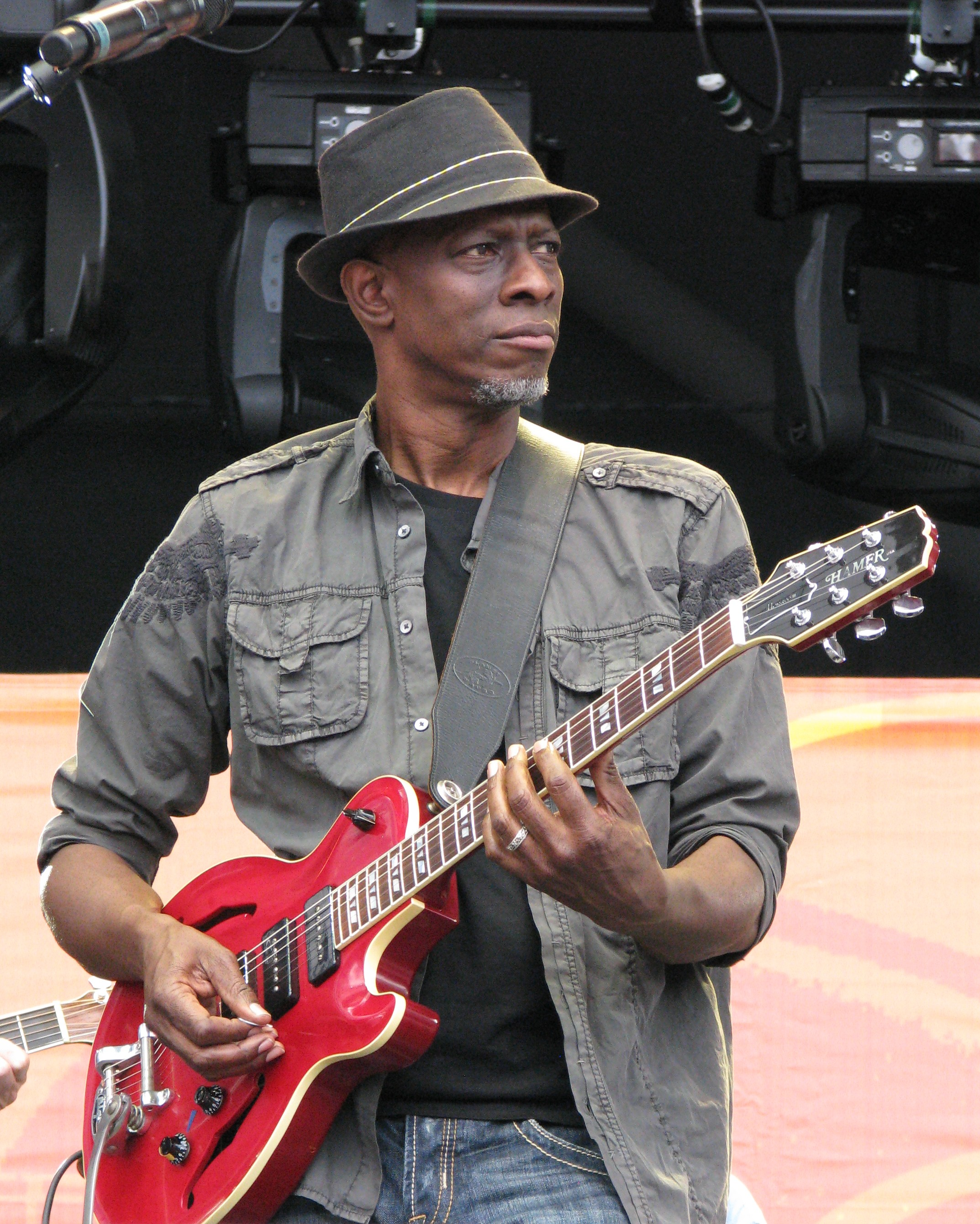
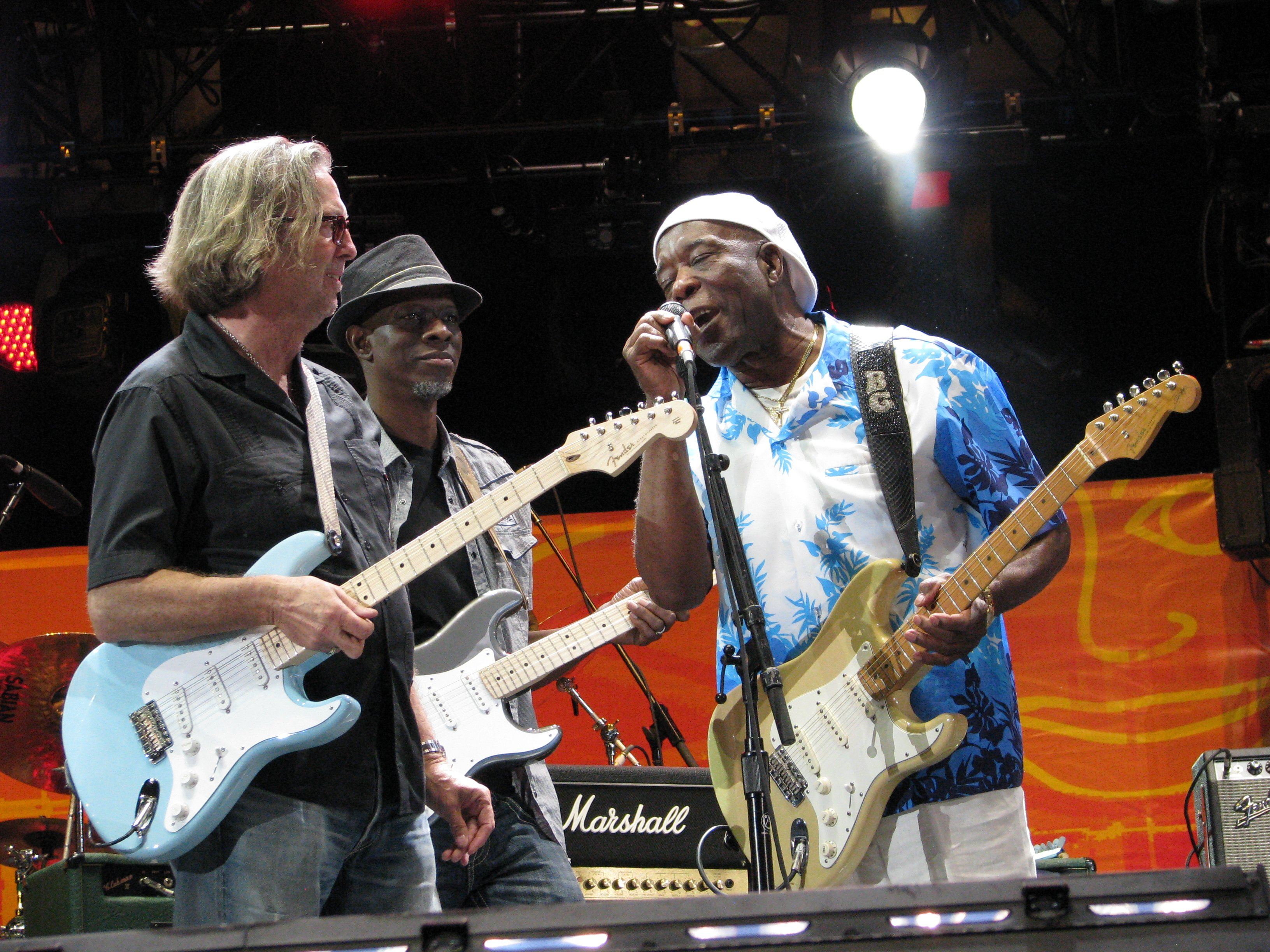
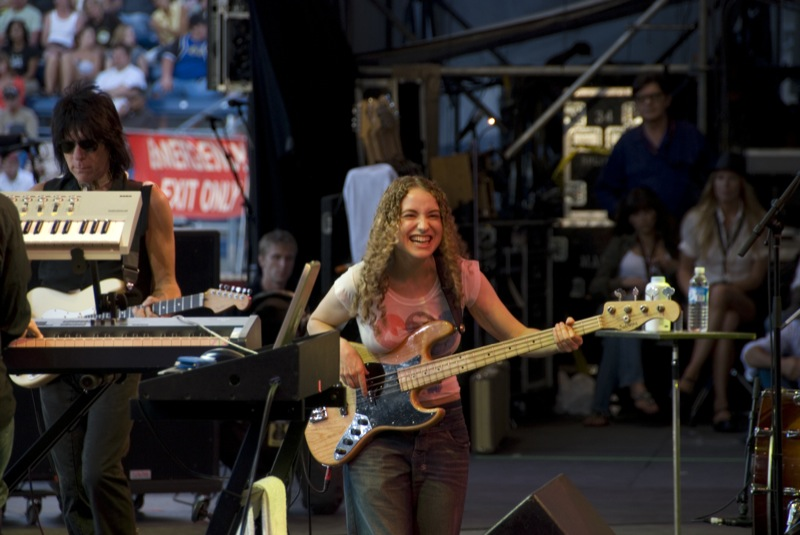
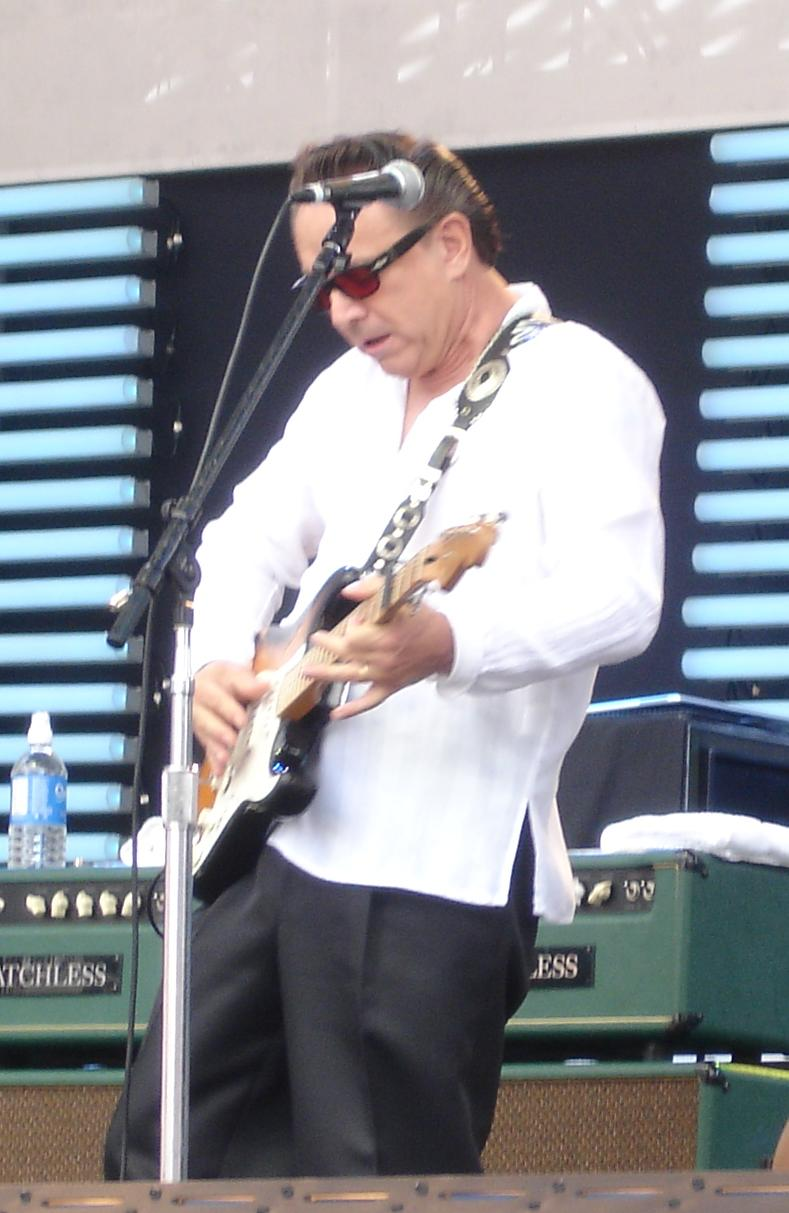
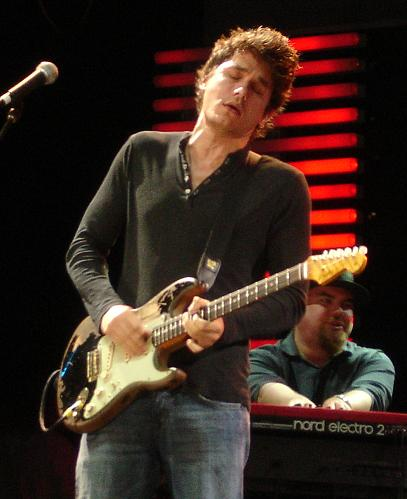
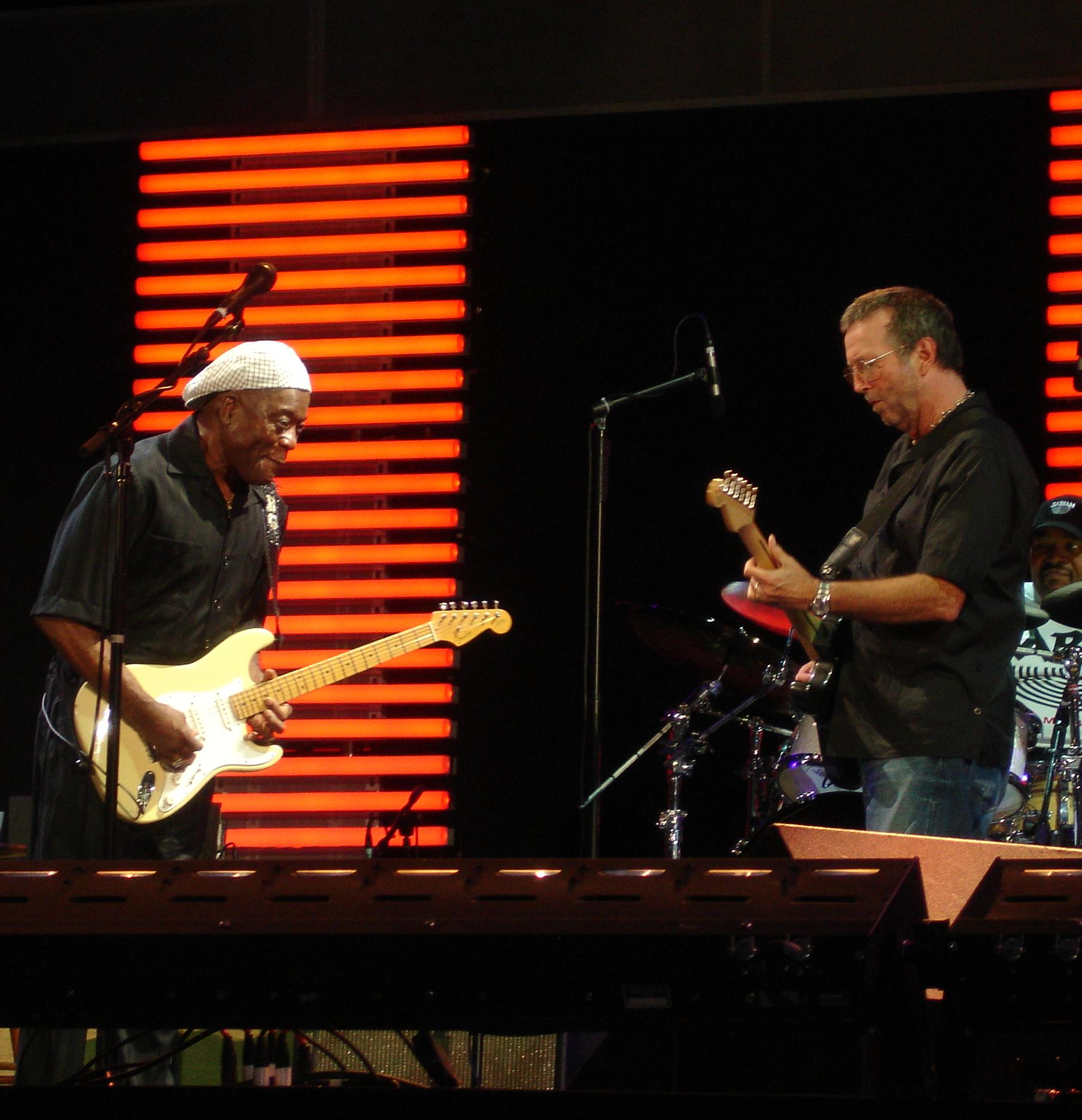
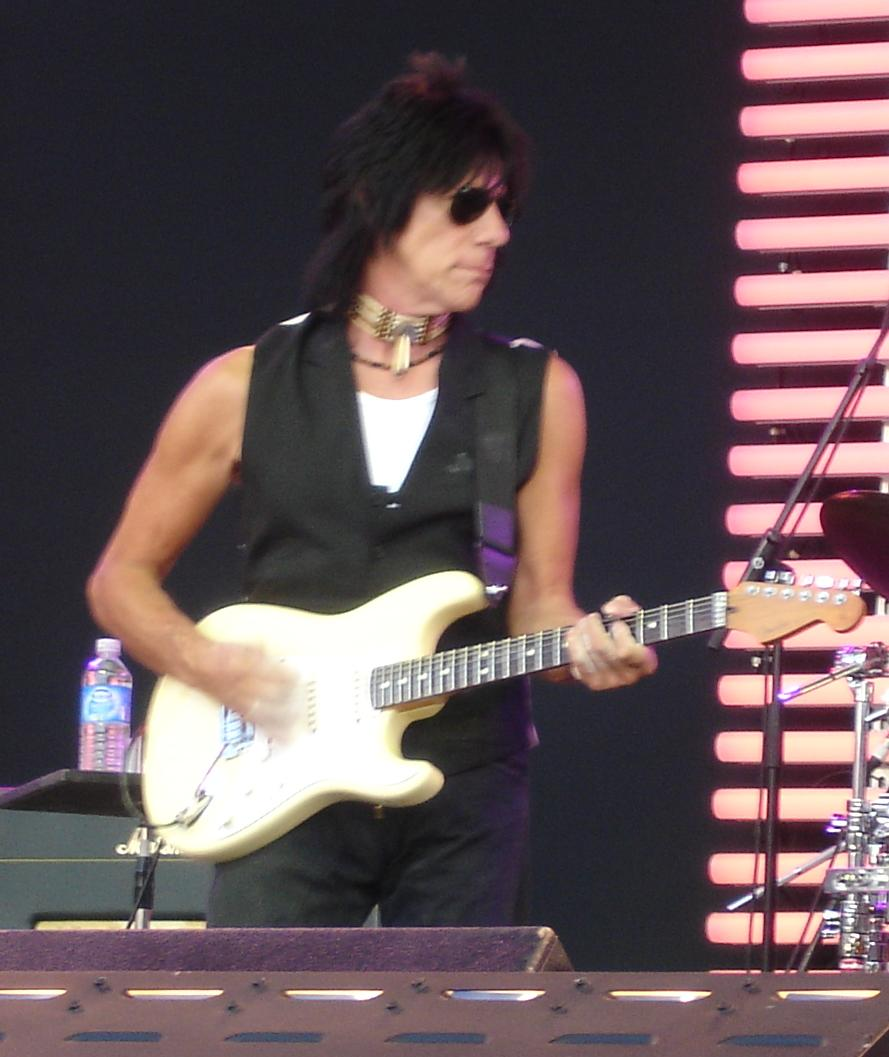
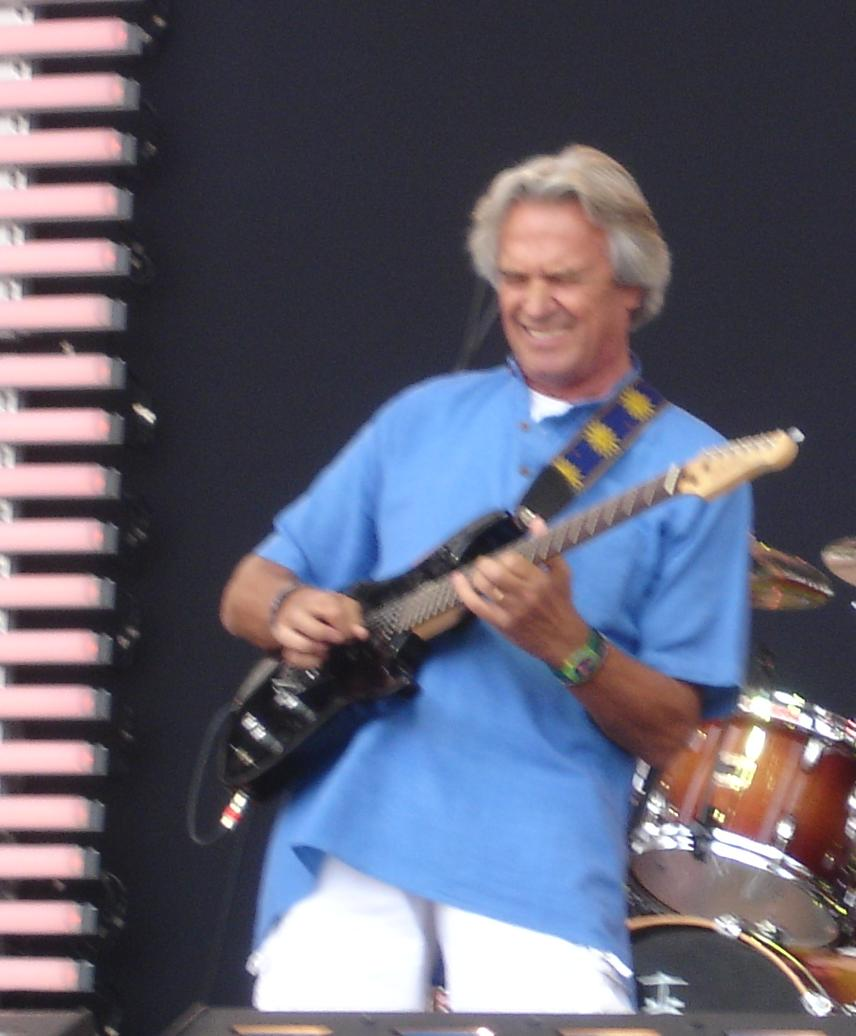
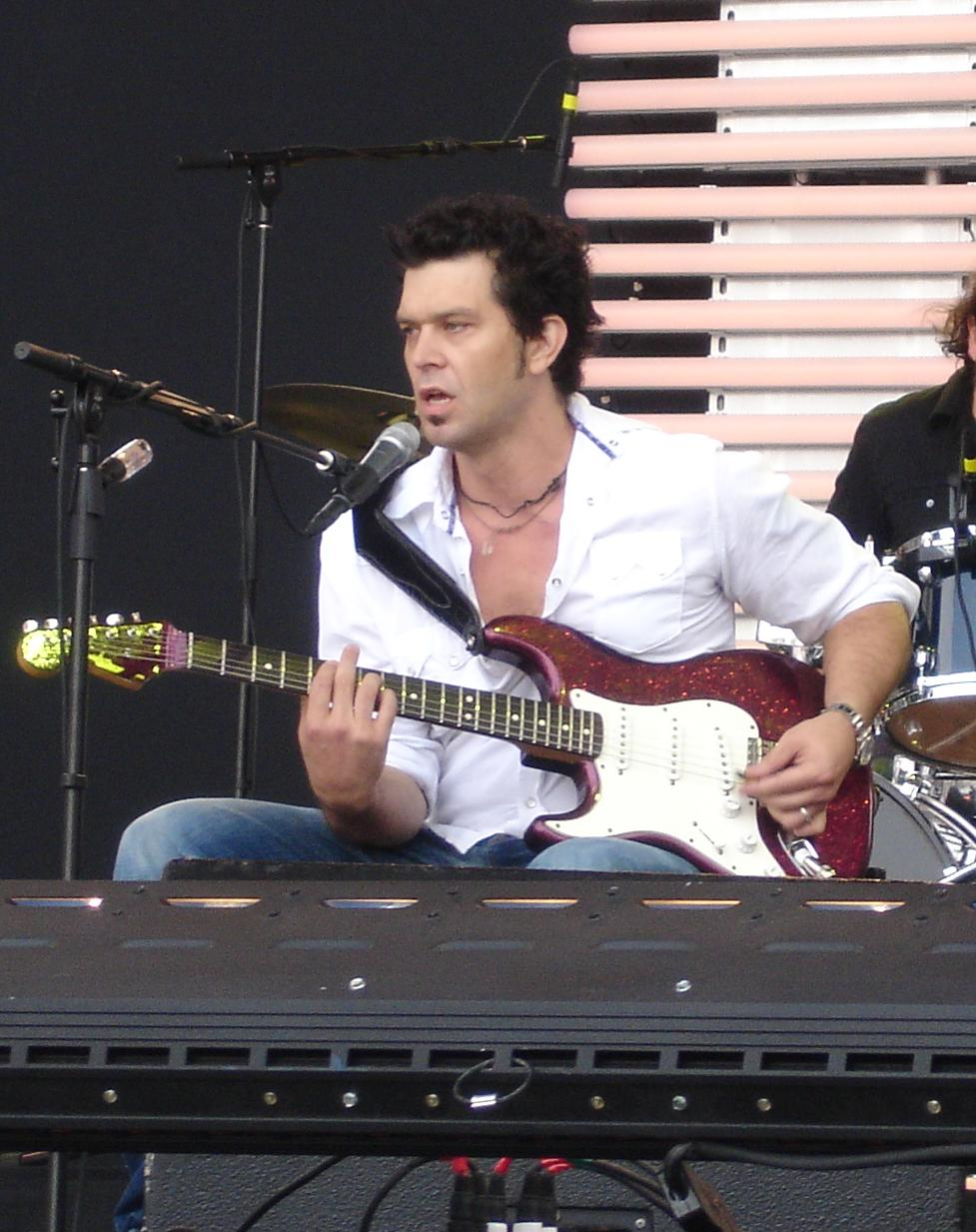
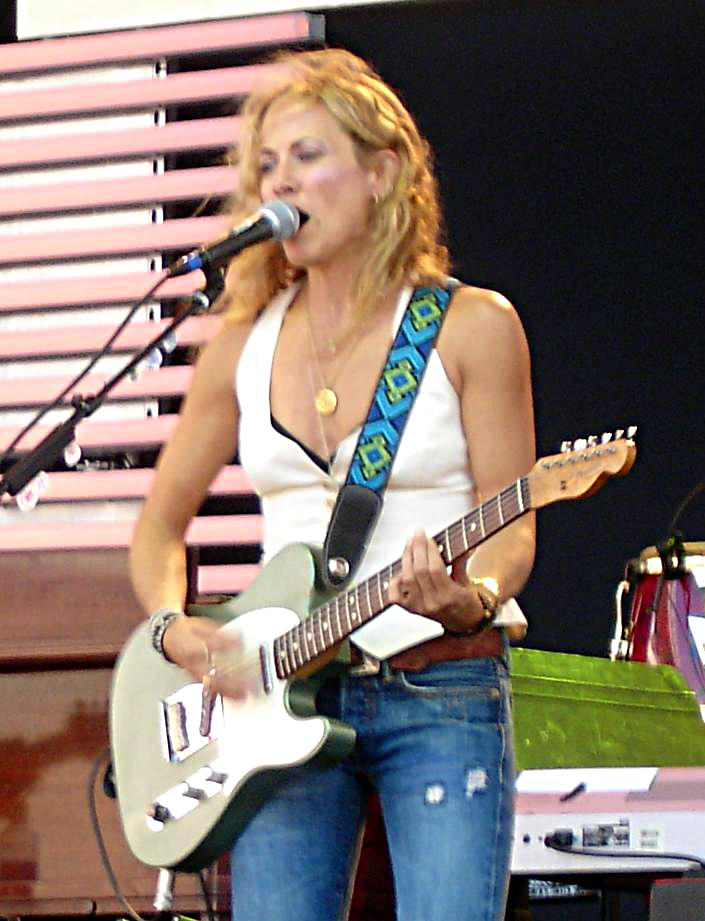
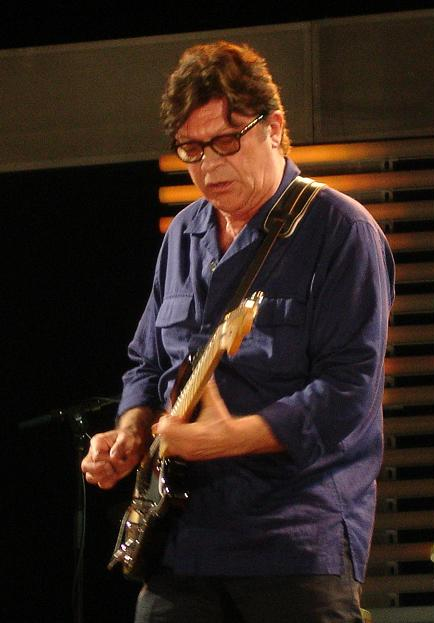
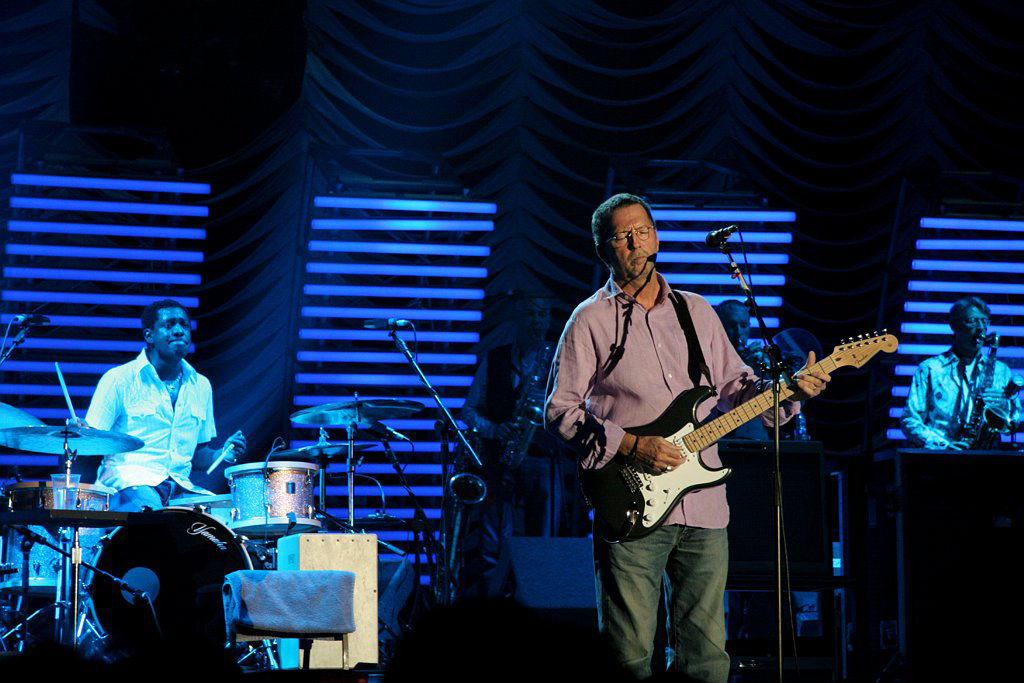
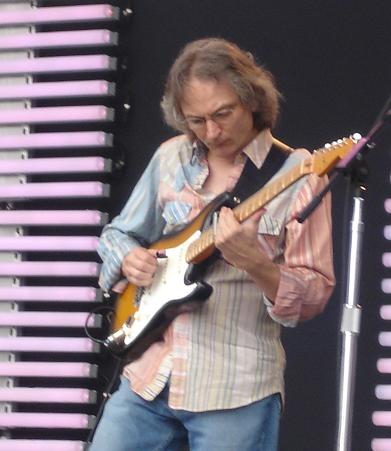
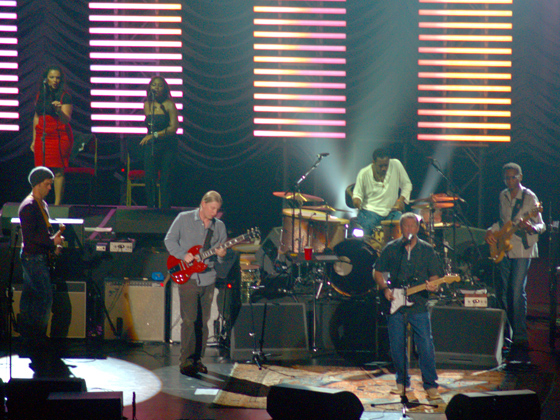
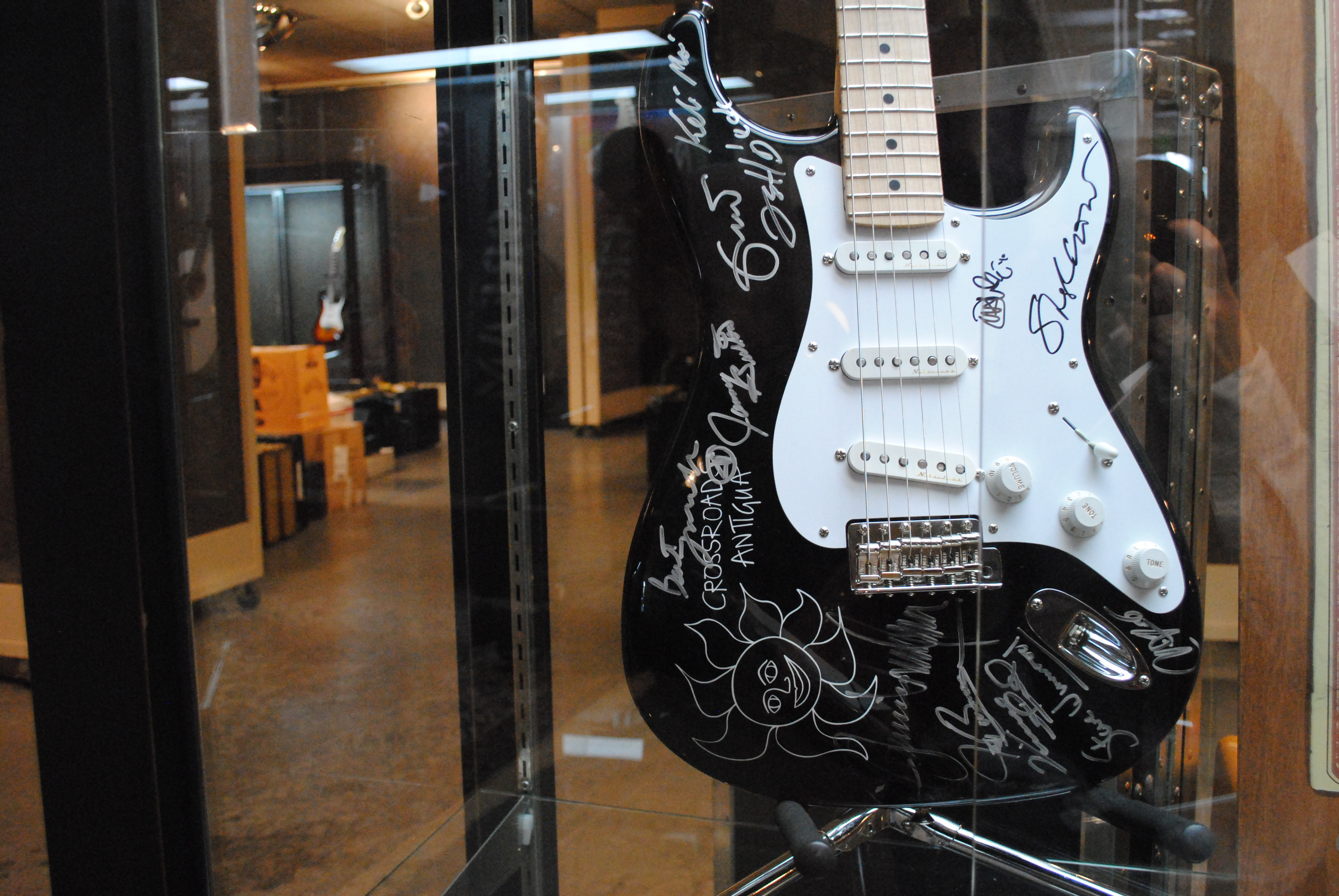
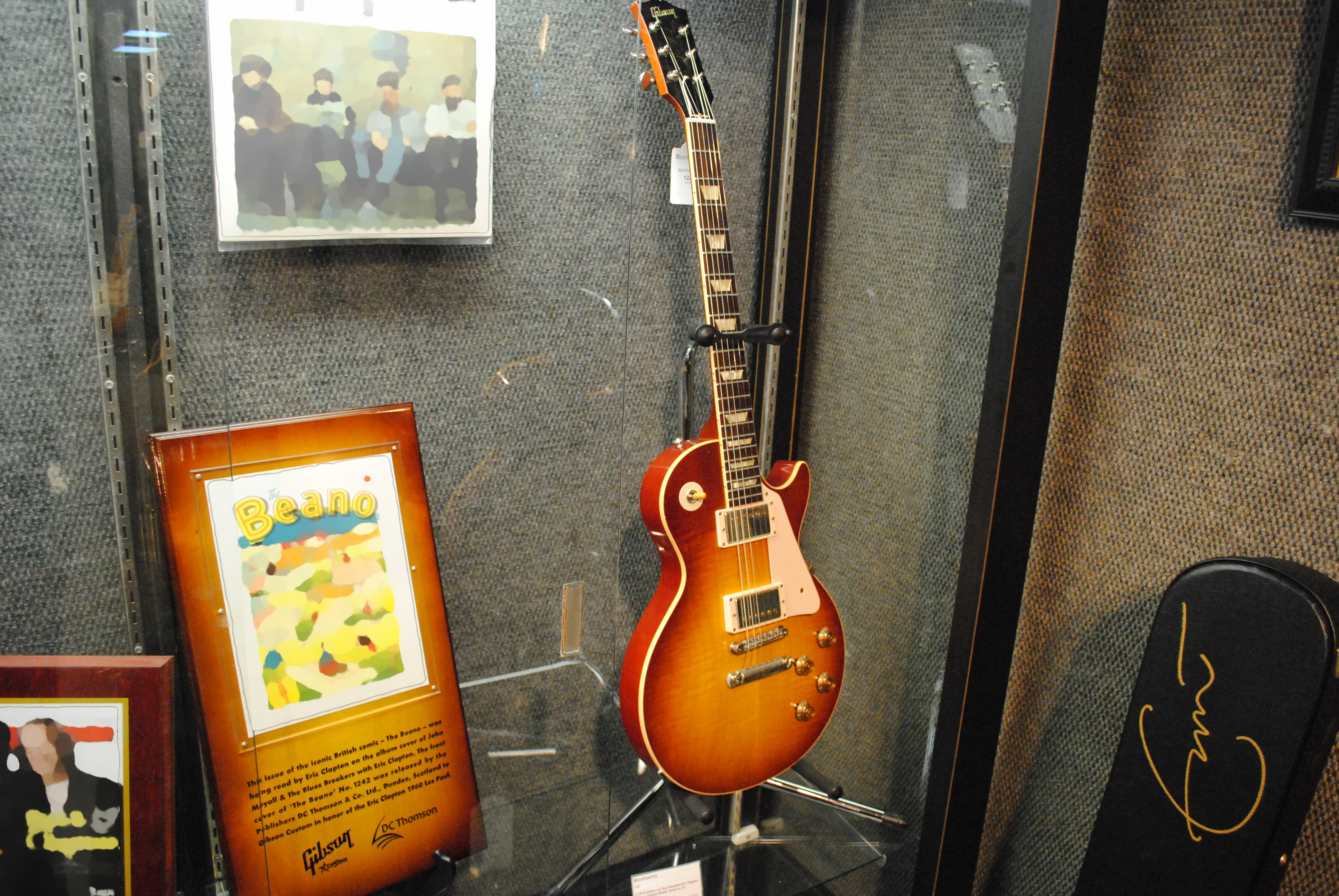